# Directiva Política Presidencial 20
La Directiva Política Presidencial 20 (PPD-20 por sus siglas en inglés), proporciona un marco para la ciberseguridad de Estados Unidos estableciendo principios y procesos. Firmada por el presidente Barack Obama en octubre de 2012, esta directiva sustituye a la Directiva Presidencial de Seguridad Nacional (NSPD-38). Integrando las herramientas cibernéticas con las de seguridad nacional, la directiva complementa la Directiva Presidencial de Seguridad Nacional (NSPD-54/HSPD-23).
Clasificada y no divulgada por la Agencia de Seguridad Nacional (NSA), la NSPD-54 fue autorizada por George W. Bush. Otorga al gobierno de EE. UU. el poder de llevar a cabo la vigilancia a través de la monitorización.
Su existencia fue hecha pública en junio de 2013 por el ex analista de infraestructuras de la NSA, Edward Snowden.

## Antecedentes
Debido a la industria privada y a las cuestiones relacionadas con el derecho internacional y nacional, la asociación público-privada se convirtió en la «piedra angular de la estrategia de ciberseguridad de Estados Unidos». Las sugerencias para el sector privado se detallaron en la Estrategia Nacional para la Seguridad del Ciberespacio, desclasificada en 2003. Su documento complementario, la Directiva Presidencial de Seguridad Nacional (NSPD-38), fue firmado en secreto por George W. Bush al año siguiente.
Aunque el contenido del NSPD-38 aún no se ha revelado, el ejército estadounidense no reconoció el ciberespacio como un «teatro de operaciones» hasta la Estrategia de Defensa Nacional de 2005. En ella se declaraba que la «capacidad de operar en y desde el espacio común global, las aguas y el espacio aéreo internacionales y el ciberespacio es importante... para proyectar poder en cualquier parte del mundo desde bases de operaciones seguras». Tres años más tarde, George W. Bush creó la Iniciativa Integral de Ciberseguridad Nacional (CNCI), de carácter confidencial.
Alegando la seguridad económica y nacional, la administración de Obama priorizó la ciberseguridad al asumir el cargo. Tras una revisión en profundidad de la «infraestructura de comunicaciones e información», el CNCI fue parcialmente desclasificado y ampliado bajo el mandato del presidente Obama. Esboza «elementos clave de una estrategia nacional de ciberseguridad más amplia y actualizada de EE. UU.». En 2011, el Pentágono anunció su capacidad para realizar ciberataques.

## En general
Después de que el Senado de los Estados Unidos no aprobara la Ley de Ciberseguridad de 2012 en agosto, se firmó en secreto la Directiva Política Presidencial 20 (PPD-20). El Centro de Información sobre Privacidad Electrónica (EPIC) presentó una solicitud de libertad de información para verla, pero la NSA no accedió. En noviembre de 2012 se informaron de algunos detalles a través del The Washington Post, del cual se escribió que la PPD-20 «es el esfuerzo más extenso de la Casa Blanca hasta la fecha para luchar con lo que constituye una acción "ofensiva" y una "defensiva" en el mundo de la ciberguerra y el ciberterrorismo, que evoluciona rápidamente». En enero siguiente, el gobierno de Obama publicó una hoja informativa de diez puntos.

## Controversia
El 7 de junio de 2013, la PPD-20 se hizo público. Divulgado por Edward Snowden y publicado por The Guardian gracias a los periodistas Glenn Greenwald y Ewen MacAskill, forma parte de las revelaciones de vigilancia masiva de ese mismo año. Aunque la hoja informativa de Estados Unidos afirma que la PPD-20 actúa dentro de la ley y es «coherente con los valores que promovemos a nivel nacional e internacional, como hemos articulado previamente en la Estrategia Internacional para el Ciberespacio», no revela las operaciones cibernéticas en la directiva, así como por ejemplo las posibles realizaciones que de ataques a servidores extranjeros en otros países.
La revelación de Snowden llamó la atención sobre los pasajes que señalan la política de ciberguerra y sus posibles consecuencias. La directiva denomina a las medidas defensivas y ofensivas como Operaciones de Efectos Cibernéticos Defensivos (DCEO) y Operaciones de Efectos Cibernéticos Ofensivos (OCEO), respectivamente.

## Puntos notables
- «Pérdida de vidas, acciones de respuesta significativas contra los Estados Unidos, daños significativos a la propiedad, consecuencias adversas graves para la política exterior de los Estados Unidos o impacto económico grave en los Estados Unidos».
- «La OCEO puede ofrecer capacidades únicas y no convencionales para avanzar en los objetivos nacionales de EE. UU. en todo el mundo con poco o ningún aviso al adversario o al objetivo y con efectos potenciales que van desde sutiles hasta gravemente perjudiciales. Sin embargo, el desarrollo y el mantenimiento de las capacidades de OCEO pueden requerir un tiempo y un esfuerzo considerables si no existen ya el acceso y las herramientas para un objetivo específico».
- «El gobierno de los Estados Unidos identificará objetivos potenciales de importancia nacional en los que la OCEO pueda ofrecer un equilibrio favorable de eficacia y riesgo en comparación con otros instrumentos del poder nacional, establecerá y mantendrá capacidades de OCEO integradas, según proceda, con otras capacidades ofensivas de los EE. UU., y ejecutará dichas capacidades de forma coherente con las disposiciones de esta directiva».